# Gates to Paradise
Gates to Paradise is een Brits-Joegoslavische dramafilm uit 1968 onder regie van Andrzej Wajda.

## Verhaal
Een monnik neemt deel aan een kinderkruistocht naar het graf van Jezus. De jongeren vinden dat ze dat moeten veroveren op de heidenen, maar uit biechten aan de monnik blijkt dat sommige deelnemers andere motieven hebben. Hij wil daarom de hele kruistocht stopzetten.

## Rolverdeling
| Acteur            | Personage                |
| ----------------- | ------------------------ |
| Lionel Stander    | Monnik                   |
| Ferdy Mayne       | Graaf Ludovic de Vendôme |
| Mathieu Carrière  | Alexis Melissen          |
| Pauline Challoner | Blanche                  |
| John Fordyce      | Jacques de Cloyes        |
| Jenny Agutter     | Maud de Cloyes           |